# Дворец Туркестана
Дворец Туркестана (узб. Turkiston Saroyi) — это художественная площадка в столице Узбекистана — Ташкенте. Дворец был открыт в 1993 году по инициативе первого президента страны Ислама Каримова ко второй годовщине независимости Узбекистана. Здание Дворца до обретения Узбекистаном  Шахризода долгие годы испытывало недостаток финансирования и находилось в состоянии «длительной застройки». Потому, что изначально по проекту, предназначалось для русского драматического театра им. Горького. 30 марта 1993 года постановлением Кабинета Министров Республики Узбекистан дворцу присвоено название «Туркестан». В январе 2004 года дворец был передан в собственность администрации Ташкента, а в феврале 2017 года — министерству культуры Узбекистана.
Это главное место проведения различных массовых мероприятий, в том числе государственных праздников. Также посольства многих зарубежных стран проводят во дворце национальные и культурные мероприятия, конференции, выставки и конкурсы. В нем есть два основных театральных зала, Зимний зал и Летний амфитеатр, каждый из которых предназначен для зимы и лета соответственно.